# Сельское поселение «Соловьёвское» (Забайкальский край)
Се́льское поселе́ние «Соловьёвское» — муниципальное образование в Борзинском районе Забайкальского края Российской Федерации.
Административный центр — село Соловьёвск.

## История
Статус и границы сельского поселения установлены Законом Читинской области от 19 мая 2004 года «Об установлении границ, наименований вновь образованных муниципальных образований и наделении их статусом сельского, городского поселения в Читинской области».
Закон Забайкальского края от 25 декабря 2013 года № 922-ЗЗК «О преобразовании и создании некоторых населенных пунктов Забайкальского края»:
Распоряжением Правительства России от 26 февраля 2015 года № 306-Р «О присвоении наименований географическим объектам в Забайкальском крае» селу Малый Соловьёвск присвоено название.

## Население
| 2010 | 2011 | 2012 | 2013 | 2014 | 2015 | 2016 |
| ---- | ---- | ---- | ---- | ---- | ---- | ---- |
| 674  | ↘667 | ↘652 | ↘632 | ↘599 | ↘570 | ↘558 |
| 2017 | 2018 | 2019 | 2020 | 2021 |      |      |
| ↘537 | ↗541 | ↘528 | ↘518 | ↘360 |      |      |

## Состав сельского поселения
| № | Населённый пункт | Тип населённого пункта       | Население |
| - | ---------------- | ---------------------------- | --------- |
| 1 | Малый Соловьёвск | село                         |           |
| 2 | Соловьёвск       | село, административный центр | ↘495      |